# Ulama
|  | Ulama er også et mesoamerikansk boldspil |
ʿUlamāʾ (ental ʿĀlim) (lærd, doktor, visdomssøgende, henholdsvis på arabisk og persisk: علماء og عالم) betegner indenfor islam de religiøse retslærde, som er beskæftigede med tolkninger (itjihad) af de retslige kilder: Koranen og Sunna (Hadith-litteraturen om profeten Muhammeds udtalelser og gøremål m.m.).
Betegnelsen Ulama anvendes til at definere lærde personer, der har gennemført flere års studier af islamiske videnskaber, som det eksempelvis er tilfældet med eksempelvis med en Mufti og Qadi indenfor Sunnisme og Ayatollah indenfor Shiisme. Nogle muslimske grupper inkluderer også landbyernes Mullaher og Imamer under denne betegnelse, skønt der ikke er tilknytte tilsvarende uddannelseskrav til disse funktioner.